# 製品ライフサイクル
製品ライフサイクル（、英: product lifecycle、PLM）とはマーケティング用語の1つで、製品が市場に登場してから退場するまでの間を指し、普通は各製品に対してこの間の売上と利益の変化に着目して最適のマーケティング戦略を構築するための基本的な情報となる。

## 前提
製品にライフサイクルがあるという考えは、以下の4点を前提としている。
- 製品寿命は限られる
- 製品の販売は時間と共に「機会」「試練」「問題」によって変化する
- 製品販売の変化は利益の変化となって現れる
- 製品販売の変化に対応した「マーケティング」「財務」「製造」「購買」「人的資源」に戦略が必要となる[1]

## 4段階

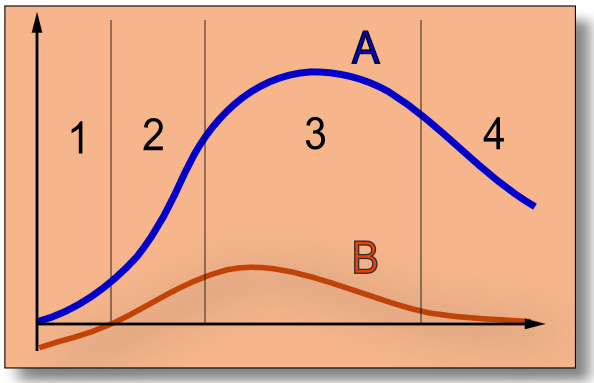
製品ライフサイクル
縦軸は販売数（A）と利益（B）、横軸は時間
1.導入期 2.成長期 3.成熟期 4.衰退期

製品ライフサイクルは4つの段階より構成される。通常の製品ライフサイクルは売上げと利益を時間軸でプロットするとS形の曲線を描く。これら4つに加え、導入期以前に「開発期」を含めた5つの段階とする場合もある。
1. 導入期
製品が市場に導入されて販売が開始された時点から、徐々に販売数が伸びてゆく期間である。市場へ製品を導入するために多額の費用が発生するために利益は無いことが多い。
2. 成長期 
製品が市場で受け入れられ、大幅に利益が得られる期間である。
3. 成熟期 
製品が市場の潜在的購入者のすべてに行き渡り、成長期での販売の伸びに比べて減速する期間である。利益は安定的に得られるか、または競争の激化によって減少する。製品ごとの成熟期の長短がそのライフサイクル全体の長さを決める主要な要因となる。
4. 衰退期
製品の売上が減少してゆき、利益もそれに伴って減少する期間[1]。

## 3つの代表的パターン

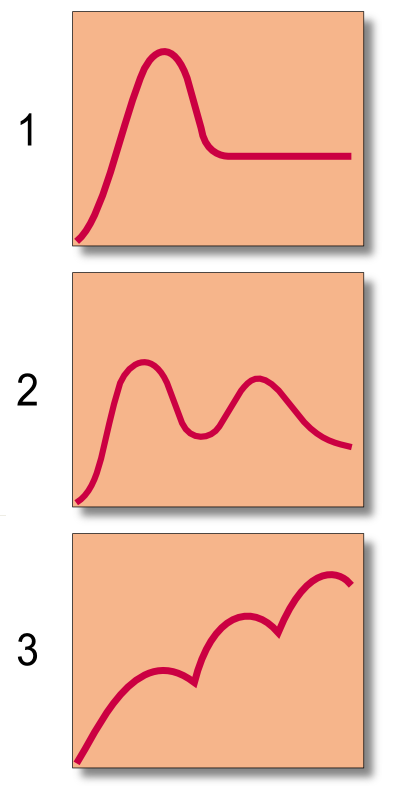
製品ライフサイクルの3つの代表的パターン
1.成長急落成熟パターン 2.サイクル・リサイクル・パターン 3.波形パターン

上に示した標準的なS形の曲線を描く製品サイクルの他にもいくつか代表的なパターンがある。
成長急落成熟パターン
初期購入者によってある程度好調な販売後は一度下落するが、後期の新規購入者と初期購入者の買い替えによって一定値に維持される。
サイクル・リサイクル・パターン
宣伝活動によって販売数量が維持される製品のパターンである。最初の販売開始時に宣伝活動によって販売が好調に立ち上がり、その後、宣伝期間の終了とともに売れ行きは落ち始め、再び宣伝を行なう事で販売数も回復する。
波形パターン
新たな製品用途の開拓、関連産業の発展、ユーザーによる新規利用法発見などによって販売数量が波状的に維持される。例えばナイロンなどの基礎的製品においてこういった変化を示す。

## 製品寿命から見た3つのパターン

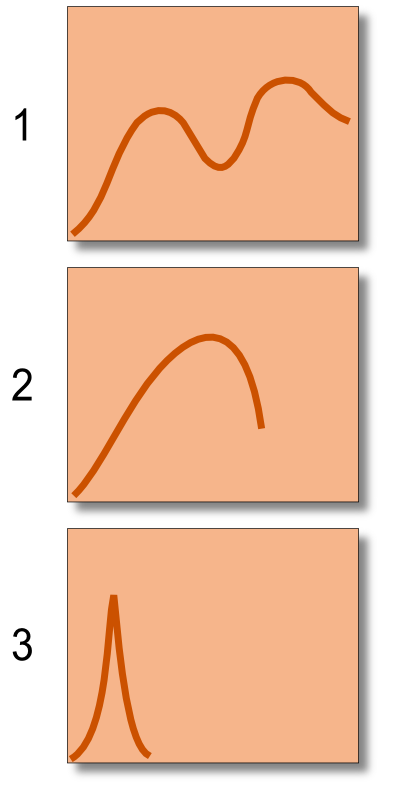
製品寿命から見た3つのパターン
1.スタイル 2.ファッション 3.ファッド

各製品は、好調に売れる期間によって次の3つに分類できる。
スタイル
住宅、衣服、芸術などでのあまり流行に左右されない基本的要素によって、長く続いていく場合に描かれる曲線である。多少の流行とすたりを繰り返しながら、長ければ何世代にも渡って続いてゆく。
ファッション
将来の売れ行きを予測することが最も困難なパターンの一つである。購買者の美的感覚に訴えることで販売機会を獲得する製品が多く、他の同カテゴリーの製品とは差別化が図られなければならない。新奇性を求める購買者によって短期的に販売が伸びても、差別化は同時に快適性や汎用性などの実用性の面で制約を受けやすく、また、あまり販売数が伸びると模倣品を含めて同一デザインのものが市場にあふれて新奇性が急速に失われ、陳腐化してしまう。
ファッド
「ファッション」の一種であり、急速に販売が伸びてすぐにピークに達し、その後急速に販売が落ちるという曲線を描く。新奇性だけでごく限られた購買者にの購入され、市場の大多数の購買者のニーズに合致していない場合に起きる失敗例といえる。ファッドを避けるには新奇性を常に維持するために、多種の新たなデザイン、ストーリー、内容に差し替えて購買者の興味を持続させる工夫が必要となり、それによって製品の寿命は長くできる。